# Adhara (sanskrit)
Pour les articles homonymes, voir Adhara.
Ādhāra (en sanskrit IAST ; devanāgarī : आधार) signifie « support », « base », « soutien ». Dans la philosophie du Yoga, ādhāra a le sens de « support de méditation ».

## Seize supports de méditation ou de point de fixation
Dans la pratique du yoga (Haṭha Yoga), ādhāra désigne un support de méditation (dhyāna) ou de point de fixation. On dénombre seize support (ṣoḍaśādhāra) qui sont :
1. aṅguṣṭha : Les orteils ;
2. gulpha : Les chevilles ;
3. jānu : Les genoux ;
4. ūru : Les cuisses ;
5. sīvanī : Le raphé du périnée ;
6. liṅga : Le pénis ;
7. nābhi : Le nombril ;
8. hṛd : Le cœur ;
9. grīvā : La nuque ;
10. kaṇṭha : La gorge ;
11. lambikā : Le voile du palais ;
12. nāsikā : Les narines ;
13. bhrūmadhya : L'espace entre les sourcils ;
14. lalāṭa : Le front ;
15. mūrdhan : La tête ;
16. brahmarandhra : La fontanelle ou l'ouverture de Brahmā.

Ils sont également un point d'appui dans le corps.